# Louis Muret
Louis Muret est un homme politique français né le 3 mai 1865 à Paris 1er où il est mort le 11 mai 1938 .

## Carrière
Docteur en droit, il se consacra à la gestion des domaines agricoles de sa famille. Conseiller municipal en 1890 puis maire de Torfou en 1907, conseiller général de Seine-et-Oise, élu du canton de La Ferté-Alais, il fut sénateur de Seine-et-Oise de 1930 à 1936. Il s'intéressait aux questions de commerce international et d'agriculture.

## Sources
- « Louis Muret », dans le Dictionnaire des parlementaires français (1889-1940), sous la direction de Jean Jolly, PUF, 1960 [détail de l’édition]